# Trupanea gratiosa
Trupanea gratiosa
 es una especie de insecto díptero que Ito describió científicamente por primera vez en el año 1952.
Esta especie pertenece al género Trupanea de la familia Tephritidae.